# Antidepressivum
Ein Antidepressivum ist ein Arzneimittel aus der Klasse der Psychopharmaka, das vornehmlich in der Behandlung von Depressionen verwendet wird. Antidepressiva können darüber hinaus aber auch bei einer Vielzahl von anderen psychischen Störungen eingesetzt werden. Weitere Anwendungsgebiete sind z. B.
- Zwangs- und Panikstörungen
- einige Angststörungen oder Phobien, die posttraumatische Belastungsstörung,
- Essstörungen, chronische Schmerzen und Entzugssyndrome,
- Schlafstörungen und das prämenstruell-dysphorische Syndrom.
- Persönlichkeitsstörungen

Mit über 1,4 Milliarden DDD (definierte Tagesdosis) waren Antidepressiva 2016 in Deutschland die mit Abstand am häufigsten ambulant verordnete Gruppe von Psychopharmaka. Die ersten klassischen Antidepressiva wurden in den 1950er Jahren eingeführt. Auf dem deutschen Markt gibt es über 30 zugelassene Wirkstoffe mit unterschiedlich gewichteten Wirkungs- und Einsatzprofilen. Die depressionslösende Wirkung tritt in der Regel erst nach einer längeren Verzögerungszeit ein.

## Wirksamkeit
Die klinische Wirksamkeit von Antidepressiva ist abhängig vom Schweregrad der Erkrankung. Während bei leichtem Schweregrad verschiedene Metaanalysen keine Wirksamkeit belegen, ist sie bei mittlerer bis schwerer Depression empirisch nachweisbar. Bei den schwersten Formen profitieren bis zu 30 % der behandelten Patienten über die Placeborate hinaus von Antidepressiva. Metaanalysen weisen darauf hin, dass antidepressive Medikamente in ihrer Wirksamkeit von Patient zu Patient große Unterschiede zeigen und in manchen Fällen eine Kombination verschiedener Medikamente Vorteile haben kann. Die aktuelle S3-Leitlinie weist darauf hin, dass in der Wahrnehmung der (Fach-)Öffentlichkeit die Wirksamkeit von Antidepressiva eher überschätzt wird, da Studien, in denen das Antidepressivum besser als Placebo abschnitt, sehr viel häufiger in Fachjournalen publiziert werden, als solche, in denen das Antidepressivum Placebo nicht überlegen war. Diesen Effekt nennt man Publication Bias. Ein solcher Bias sei ebenfalls bei Studien zur Wirksamkeit von Psychotherapien vorhanden.
Die verschiedenen Antidepressiva unterscheiden sich hinsichtlich ihres Wirkungsprofils. So können sie neben einer stimmungsaufhellenden Wirkung auch antriebssteigernde (thymeretische), antriebsneutrale oder antriebsdämpfende sowie beruhigende (sedierende) und angstlösende (anxiolytische) Wirkungen entfalten. Die häufigsten Nebenwirkungen der Antidepressiva betreffen das Herz-Kreislauf-System, das Nervensystem und die Sexualität. Auch hier können zwischen einzelnen Antidepressiva beträchtliche Unterschiede bestehen.
Bei einer Vielzahl von Antidepressivatypen entfaltet sich die volle Wirkung erst nach einigen Tagen bis Wochen kontinuierlicher Einnahme. Grund dafür dürfte die neurophysiologische Anpassung des Gehirngewebes sein, die eine gewisse Zeit beansprucht. Dazu gehören Veränderungen in der Empfindlichkeit und Häufigkeit von Rezeptoren und ähnlicher Strukturen. Die dauerhafte Besserung tritt demnach vermutlich indirekt aufgrund zellulärer Anpassungsprozesse unter konstantem Wirkstoffspiegel auf.
In der Praxis werden bei mittelschweren bis schweren depressiven Perioden Antidepressiva als gleichwertig mit einer Psychotherapie angesehen, dies beruht auf verschiedenen psychometrischen Studien und schlägt sich in einer Nationalen Leitlinie nieder. Bei schweren Depressionen wird eine Kombination von Psychotherapie und antidepressiver Medikation empfohlen. Sie können bei schweren Depressionen eine Psychotherapie erst ermöglichen, da in diesen Fällen die, als Voraussetzung einer erfolgreichen Therapie, notwendige Ansprechbarkeit oft nicht gegeben ist. Andererseits bewirkt anscheinend die Psychotherapie auch, dass eine Pharmakotherapie besser möglich ist, indem psychotherapeutisch behandelte Patienten ihre Medikamente regelmäßiger einnehmen.
Die Grundlagenforschung an Mäusen fand in neuerer Zeit Hinweise darauf, dass Antidepressiva ihre Wirksamkeit nicht nur über ihren Einfluss auf die Verschaltung von Nerven (via Neurotransmitter), sondern möglicherweise zu einem Teil auch durch die Erhöhung des Wachstumsfaktors BDNF im Gehirn entfalten.
Nicht jeder Erkrankte spricht auf das erste verordnete Antidepressivum an und es kann mitunter mehrere Behandlungsversuche benötigen, bis ein wirkendes Medikament gefunden wird.
Körperliche Aktivität kann bei milden oder moderaten Symptomen von Angst und Depression ähnlich gute Ergebnisse erzielen wie eine Psychotherapie und medikamentöse Behandlungen. Teilweise ist körperliche Aktivität sogar effektiver darin, Symptome zu reduzieren als Psychopharmaka.

## Einteilung der Antidepressiva

### Trizyklische Antidepressiva
Trizyklische Antidepressiva, kürzer Trizyklika, leiten ihren Namen (trizyklisch – von griech.: τρία, triá „drei“ und κύκλος, kýklos „Kreis, Ring“ – drei Ringe) von der dreifachen Ringstruktur dieser Wirkstoffe ab. Strukturelle und damit auch neurophysiologische Unterschiede zeigen sich in der Substitution und in den Seitenketten dieser Aromate. Das erste trizyklische Antidepressivum Imipramin wurde 1956 von Ciba-Geigy entwickelt. Als weitere Substanzen folgten zum Beispiel Clomipramin und Amitriptylin. Sie greifen in mehrere Neurotransmittersysteme gleichzeitig ein, indem sie die Wiederaufnahme von Serotonin, Noradrenalin und Dopamin hemmen und auf Acetylcholin-, Histamin- oder auch Adrenozeptoren wirken. Daher sind bei trizyklischen Antidepressiva auch die Nebenwirkungen vielfältig.
Traditionell werden Trizyklika nach dem (vereinfachten) Kielholz-Schema in drei Grundtypen eingeteilt:
- Stoffe vom Amitriptylin-Typ wirken eher beruhigend (dämpfend) und sind besonders zur Behandlung der agitiert-ängstlichen Depression geeignet;
- Stoffe vom Imipramin-Typ sind antriebsneutral und wirken vor allem stimmungsaufhellend, sie können sowohl zur Behandlung des agitiert-ängstlichen als auch des gehemmt-depressiven Depressionstypus eingesetzt werden;
- Stoffe vom Desipramin-Typ wirken eher wachmachend bzw. antriebssteigernd, sie sind besonders zur Behandlung der gehemmt-depressiven Depression geeignet.

Diese Einteilung stammt aus einer Zeit, als das Wissen um Neuro-Rezeptoren, Neurotransmitter und deren Wirkmechanismen noch relativ gering war und Antidepressiva nach Zielsymptomen eingeteilt wurden. Heute werden auch die trizyklischen Antidepressiva anhand ihrer Wirkung auf die Monoamin-Neurotransmittersysteme in die folgenden vier Gruppen eingeteilt, wobei zu beachten ist, dass für die Einordnung in eine der Gruppen das hauptsächlich beeinflusste System maßgeblich ist, die anderen Neurotransmittersysteme aber immer in unterschiedlichem Maße (von kaum bis erheblich, je nach Substanz) mitbeeinflusst werden:
- Serotonin-Wiederaufnahmehemmer (SRI, auch SSRI)
- Noradrenalin-Wiederaufnahmehemmer (NRI)
- Serotonin-Noradrenalin-Wiederaufnahmehemmer (SNRI)
- trizyklische Antidepressiva mit andersartigem oder ungesichertem Wirkmechanismus (TZA)

Wegen dieser nicht selektiven Wirkung werden die trizyklischen Antidepressiva den nicht selektiven Monoamin-Wiederaufnahmehemmern (englisch: non selective monoamino reuptake inhibitors, NSMRI, deutsch Nichtselektive Monoamin-Reuptake-Inhibitoren) zugerechnet.
Beispiele für trizyklische Wirkstoffe sind: Doxepin, Imipramin, Clomipramin, Amitriptylin, Amitriptylinoxid, Trimipramin, Opipramol.
Einige trizyklische Antidepressiva (zum Beispiel Clomipramin) sind bei Angst- und Panikstörungen wirksam und werden auch in der Behandlung von Zwangsstörungen eingesetzt. Manche Trizyklika, vor allem Amitriptylin und Clomipramin, werden in der Schmerztherapie bei neuropathischen oder anderen chronischen Schmerzen eingesetzt. Die schmerzlindernde Wirkung kommt vermutlich durch noradrenerge Aktivierung des absteigenden schmerzhemmenden Systems im Zentralnervensystem zustande und hängt nicht mit der antidepressiven Wirkung zusammen.
Die trizyklischen Antidepressiva sind struktur-chemisch verwandt mit den trizyklischen Neuroleptika. Je nach der dreidimensionalen Konformation des trizyklischen Ringsystems wirken die Substanzen entweder antidepressiv oder dämpfend: Sind die Ringe nahezu eben zueinander angeordnet, ist die neuroleptische Wirkung wahrscheinlicher, sind sie stark gegeneinander verwinkelt, so ist die antidepressive Wirkung wahrscheinlicher.
Bei den tetrazyklischen Antidepressiva (TetraCA) wird durch den vierten Ring die räumliche Struktur der anderen drei Ringe positiv zugunsten der antidepressiv wirksamen Konformation stabilisiert. Die tetrazyklischen Antidepressiva sind sowohl in ihrer Wirkung als auch Struktur den trizyklischen sehr ähnlich; einige Substanzen (zum Beispiel Maprotilin) beeinflussen insbesondere das Noradrenalin stärker. Trotz ihrer engen Verwandtschaft zu den Trizyklika werden sie nicht einfach unter diesen subsumiert und in der Praxis auch nicht in eine eigene Gruppe der Tetrazyklika zusammengefasst. Vielmehr werden sie in die Gruppe Noradrenerges und spezifisch serotonerges Antidepressivum eingeordnet oder – wie im Falle von Maprotilin – als Einzelsubstanz stehen gelassen. Maprotilin kann jedoch wirkungsmäßig den trizyklischen Noradrenalin-Wiederaufnahmehemmern zugeordnet werden.
Aufgrund ihrer Nebenwirkungen (Mundtrockenheit, Sehstörungen, Kreislaufstörungen, Herzrhythmusstörungen, delirante Zustandsbilder und Vergiftungen) sind Trizyklika heutzutage selten Mittel der ersten Wahl. Man greift jedoch bei schweren und/oder chronischen Fällen auf sie zurück, etwa wenn die Patienten nicht auf neuere, vegetativ verträglichere Substanzen (vor allem SSRI) ansprechen. Dann stellen Trizyklika eine Alternative in der medikamentösen Therapie dar. Ältere Menschen und Männer scheinen besonders gut auf TZA anzusprechen.
Serotonin-Wiederaufnahmehemmer (SRI)
Trizyklische SRI wirken vor allem als Serotonin-Wiederaufnahmehemmer. Wirkstoffe sind: Clomipramin.
Noradrenalin-Wiederaufnahmehemmer (NRI)
Trizyklische NRI wirken vor allem als Noradrenalin-Wiederaufnahmehemmer. Wirkstoffe sind: Desipramin, Lofepramin, Nortriptylin. Daneben noch Maprotilin – als Trizyklikum aufgefasst.
Serotonin-Noradrenalin-Wiederaufnahmehemmer (SNRI)
Trizyklische SNRI wirken vor allem als Serotonin-und-Noradrenalin-Wiederaufnahmehemmer. Wirkstoffe sind: Amitriptylin, Dibenzepin, Doxepin, Imipramin.
TZA mit unsicherem Wirkmechanismus
Trimipramin ist ein trizyklischer Wirkstoff, bei dem die hauptsächliche monoaminerge Wirkkomponente noch nicht sicher geklärt werden konnte.
Genotoxisches Potential der TZA
Einige trizyklische Antidepressiva führten bei der Fruchtfliege zu Erbgutschäden und erhöhen nach neuen Studien möglicherweise das Brustkrebsrisiko. Dazu zählen: Clomipramin, Desipramin, Doxepin, Imipramin, Trimipramin sowie weitere in Deutschland nicht zugelassene trizyklische Antidepressiva.
Bei anderen trizyklischen Antidepressiva konnte kein mutagenes oder karzinogenes Potential nachgewiesen werden. Dazu zählen Amitriptylin und andere, jedoch in Deutschland nicht zugelassene Wirkstoffe.

### Selektive Wiederaufnahmehemmer

#### Selektive Serotonin-Wiederaufnahmehemmer (SSRI)
Die SSRI blockieren speziell die Rezeptoren, die für die Wiederaufnahme des Botenstoffes Serotonin zuständig sind. Die durch Eingriff in weitere Transmittersysteme verursachten Nebenwirkungen der trizyklischen Antidepressiva spielen bei der SSRI-Behandlung eine entsprechend geringere Rolle.
Wirkstoffe dieser Gruppe sind zum Beispiel Fluvoxamin, Fluoxetin, Citalopram, Escitalopram, Sertralin, Paroxetin. Mehrere Medikamente dieser Gruppe werden auch zur Behandlung von Angststörungen, Panikattacken, Zwangsstörungen und Bulimie eingesetzt.
SSRI sind die am häufigsten eingesetzten Antidepressiva. Die Wirkung der SSRI auf das depressive Syndrom ist abhängig von der Schwere der Erkrankung. So ist bei leichtgradigen Depressionen häufig keine statistisch nachweisbare Überlegenheit gegenüber der Gabe von Scheinmedikamenten (Placebo) festzustellen. Bei schwerer ausgeprägten Depressionen hingegen sprechen etwa 50–75 % der Patienten auf ein SSRI an, während etwa 25–33 % der Patienten auf Placebo ansprechen.
Schon kurz nach Einführung der ersten Wirkstoffe dieser Gruppe wurde über gewalttätiges Verhalten und Suizide unter SSRI-Medikation berichtet; eine möglicherweise suizidalitätssteigernde Wirkung dieser Substanzen ist bislang weder gesichert noch widerlegt. Beim Absetzen von SSRI nach längerer Einnahme kann sich ein Absetzsyndrom entwickeln. Eine Abhängigkeit von SSRI entsprechend der DSM-IV-Definition ist aber nicht bekannt.
Multimodales Antidepressivum (Serotonin-Wiederaufnahmehemmer, Serotonin-1A-Rezeptoragonist, partieller Serotonin-1B-Rezeptorantagonist, Serotonin-1D-/3-/7-Rezeptorantagonist, Modulator der Serotonin-, Noradrenalin-, Dopamin-, Histamin-, Acetylcholin-, GABA und Glutamat Systeme)
Vortioxetin besitzt einen multimodalen Wirkmechanismus und ist somit gleichzeitig an fünf verschiedene Serotonin-Untereinheiten effektiv.

#### Selektive Noradrenalin-Wiederaufnahmehemmer (SNARI, SNRI)
Die NARI hemmen den Transporter, der Noradrenalin nach erfolgter Signalübertragung natürlicherweise wieder zu den Speicherplätzen zurückbefördert. Noradrenalin verbleibt länger am Wirkort, und seine Wirksamkeit als Signalüberträger steigt.
Wirkstoffe dieser Gruppe sind zum Beispiel Reboxetin und Viloxazin.
Anwendungsgebiete sind akute depressive Erkrankungen, darunter mit Antriebsstörungen einhergehende Depressionen. Viloxazin wurde im Juli 2006 vom Markt genommen.
Reboxetin hingegen ist in Deutschland weiterhin auf dem Markt. Jedoch müssen die gesetzlichen Krankenkassen die Kosten für Medikamente mit dem Wirkstoff Reboxetin seit 1. April 2011 nicht mehr tragen. Die Kosten muss der Patient nun selbst bezahlen, falls die Krankenkasse des Patienten keine Ausnahme macht.

#### Dopamin-Wiederaufnahmehemmer (DRI, DARI)
Amineptin ist seit 2005 gemäß BtMG (D) nicht mehr verschreibungsfähig. Es war die einzige verschreibungsfähige, arzneilich als Antidepressivum verwendete Substanz, die eine Abhängigkeit auslösen konnte. Weitere DRI sind Nomifensin und Medifoxamin, die aber wegen starker Nebenwirkungen mittlerweile nicht mehr gebräuchlich sind.

#### Selektive Serotonin-/Noradrenalin-Wiederaufnahmehemmer (SSNRI)

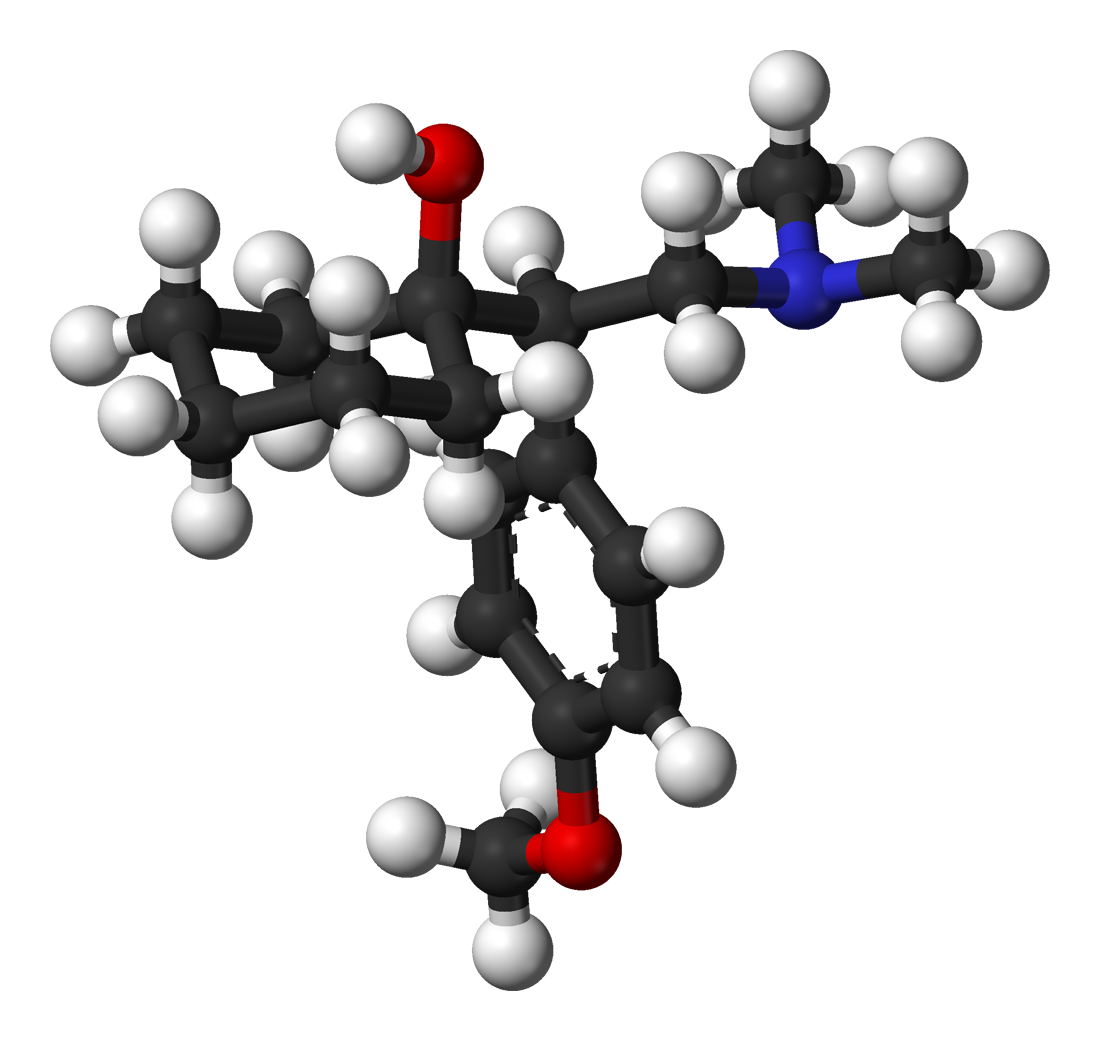
Die chemische Struktur von Venlafaxin

Die Serotonin-Noradrenalin-Wiederaufnahmehemmer (SSNRI) hemmen die Wiederaufnahme von Serotonin und Noradrenalin.
Einsatzgebiete sind Depressionen und Angststörungen.
Wirkstoffe sind Venlafaxin, Duloxetin, Milnacipran und Desvenlafaxin.

#### Selektive Noradrenalin-/Dopamin-Wiederaufnahmehemmer (SNDRI)
Die NDRI hemmen die Wiederaufnahme von Noradrenalin und Dopamin. Einsatzgebiete sind Depressionen, vor allem bei Antriebsschwäche, und Aufmerksamkeitsdefizit-/Hyperaktivitätsstörung (ADHS).
Die bisher einzigen Wirkstoffe in dieser Klasse sind Bupropion, Amineptin und Methylphenidat, wobei letzterer Wirkstoff für die antidepressive Therapie keine Zulassung hat.

### Monoaminoxidasehemmer (MAO-Hemmer/MAOI/RIMA)
MAO-Hemmer wirken durch eine Blockade der Monoaminoxidase-Enzyme. Diese Enzyme bauen normalerweise Monoamine wie Serotonin, Noradrenalin und Dopamin ab und verringern dadurch deren Verfügbarkeit zur Signalübertragung im Gehirn.
MAO-Hemmer werden in selektiv oder nichtselektiv sowie reversibel oder irreversibel unterteilt. Selektive Inhibitoren der MAO-A (z. B. Moclobemid, reversibel) hemmen nur den Typ A der Monoaminoxidase. Sie zeigen eine antidepressive Wirkung und sind meist gut verträglich. Selektiv MAO-B-hemmende Wirkstoffe (z. B. Selegilin, Rasagilin, beide irreversibel) werden in erster Linie in der Parkinson-Behandlung eingesetzt. Nichtselektive MAO-Hemmer (z. B. Tranylcypromin, irreversibel) hemmen MAO-A und MAO-B und sind wirksam bei Depressionen und Angststörungen. Irreversible MAO-Hemmer binden die MAO-A bzw. MAO-B dauerhaft. Um diese Wirkung aufzuheben, muss das betroffene Enzym vom Körper erst neu gebildet werden, was Wochen dauern kann. Reversibilität bedeutet, dass das Medikament nur schwach an die MAO bindet, und MAO-A bzw. MAO-B spätestens mit dem Abbau des Medikaments wieder intakt frei gibt.
Patienten, die nichtselektive, irreversible MAO-Hemmer einnehmen, müssen eine strenge, tyraminarme Diät halten. Denn in Verbindung mit dem Verzehr bestimmter Lebensmittel (z. B. Käse und Nüssen) kann die Einnahme von nichtselektiven irreversiblen MAO-Hemmern zu einem gefährlichen Blutdruckanstieg führen. Außerdem muss zwischen der Einnahme eines irreversiblen MAO-A-Hemmers und einem anderen Antidepressivum eine Wartezeit eingehalten werden, um schwerwiegende Interaktionen zu vermeiden (zum Beispiel das Serotonin-Syndrom). Deswegen werden heute nach Möglichkeit reversible MAO-A-Hemmer (Reversible Inhibitor of Monoaminooxidase A, RIMA) als Antidepressiva angewendet, etwa Moclobemid. Dieses gilt als gut wirksam und frei von diesen Nebenwirkungen. Nicht-selektive MAO-Hemmer haben zudem eine stärkere noradrenerge Wirkung als selektive MAO-A Hemmer, was erklären könnte, dass sie verglichen mit RIMA und SSRI als wirksamer gelten. Moclobemid und Tranylcypromin werden in etwa gleich oft verschrieben.

### Andere Arten von Antidepressiva

#### Noradrenerge und spezifisch serotonerge Antidepressiva (NaSSA)
Diese tetrazyklischen, im Englischen als Noradrenergic and Specific Serotonergic Antidepressants (NaSSA) bezeichneten Wirkstoffe sind Antagonisten an präsynaptischen Auto-Rezeptoren des Alpha-2 Adrenozeptortyps und bewirken dadurch eine verstärkte Ausschüttung von Noradrenalin. Zudem sind sie Antagonisten an spezifischen Serotoninrezeptoren, meist 5-HT2A und 5-HT2C. Meist wirken sie als H1-Antihistaminika sedierend. NaSSA werden bei Depressionen (besonders bei Hemmung, Gewichtsverlust, Schlafstörung und Ängsten), teilweise auch als Schlafmittel eingesetzt. Wirkstoffe: zum Beispiel Mirtazapin und Mianserin.

#### Serotonin-Antagonist-und-Wiederaufnahmehemmer (SARI)
Diese im Englischen Serotonin Antagonist and Reuptake Inhibitor (SARI) heißenden Wirkstoffe sind Antagonisten an Serotoninrezeptoren, meist (5-HT2A). Zudem sind sie meist Antagonisten des Alpha-1 Adrenozeptortyps. Ein Wirkstoff aus dieser Gruppe ist das Trazodon. Es wird eingesetzt zur Behandlung von Depressionen unterschiedlicher Ätiologie mit oder ohne Angstkomponente, anhaltenden Schlafstörungen bei Depressionen sowie zur Behandlung von im Rahmen von Depressionen auftretenden erektilen Dysfunktionen ohne schwerwiegende organische Ursachen.

#### Glutamerge Modulation / Serotonin-Wiederaufnahmeverstärker (SRE)
Tianeptin hat eine modulierende Wirkung auf glutamerge NMDA- und AMPA-Rezeptoren und scheint auf diese Weise stressbedingte Veränderungen im Hippocampus und präfrontalen Cortex verhindern bzw. rückgängig machen zu können.

#### Serotonin-(5-HT2)-Antagonist und Melatonin-(MT1- und MT2)-Agonist
Agomelatin wirkt agonistisch auf die melatonergen MT1- und MT2-Rezeptoren und antagonistisch auf die serotonergen 5HT2C-Rezeptoren. Die dem Melatonin strukturell verwandte chemische Verbindung aus der Gruppe der Antidepressiva wird in der Behandlung von Episoden einer Major Depression bei Erwachsenen eingesetzt.

### Ketamin
Bei depressiven Notfällen (Suizidgefährdung) bestätigten mehrere Studien eine schnelle antidepressive Wirkung von Ketamin, einem Antagonisten am Glutamat-NMDA-Rezeptorkomplex. In einer Studie von 2014 mit 21 Patienten mit bipolarer Störung wurden durch bildgebende Verfahren Effekte durch Ketamin in Gehirnregionen registriert, die besondere Bedeutung bei Depressionen haben. Unter anderem war die Besserung der Symptome durch Ketamin korreliert mit Änderungen im rechten ventralen Striatum. Weitere Studienergebnisse zeigten bei einmaliger Gabe eine signifikante Besserung über einen Zeitraum von bis zu sieben Tagen. Für Ketamin besteht keine EU-Arzneimittelzulassung zur Behandlung von Depressionen. Trotz möglicher Nebenwirkungen gibt es Empfehlungen zur off-label Verordnung. Am 12. Februar 2019 empfahl ein unabhängiger Expertenausschuss der US Food and Drug Administration die Zulassung des enantiomerenreinen Eutomers (S)-Ketamin (Freiname: Esketamin) als Nasenspray zur Behandlung von behandlungsresistenter Depression, im März 2019 folgte die Zulassung unter strengen Bedingungen als Spravato. In Deutschland wurde Spravato zum 1. März 2021 eingeführt.

### Johanniskrautextrakte

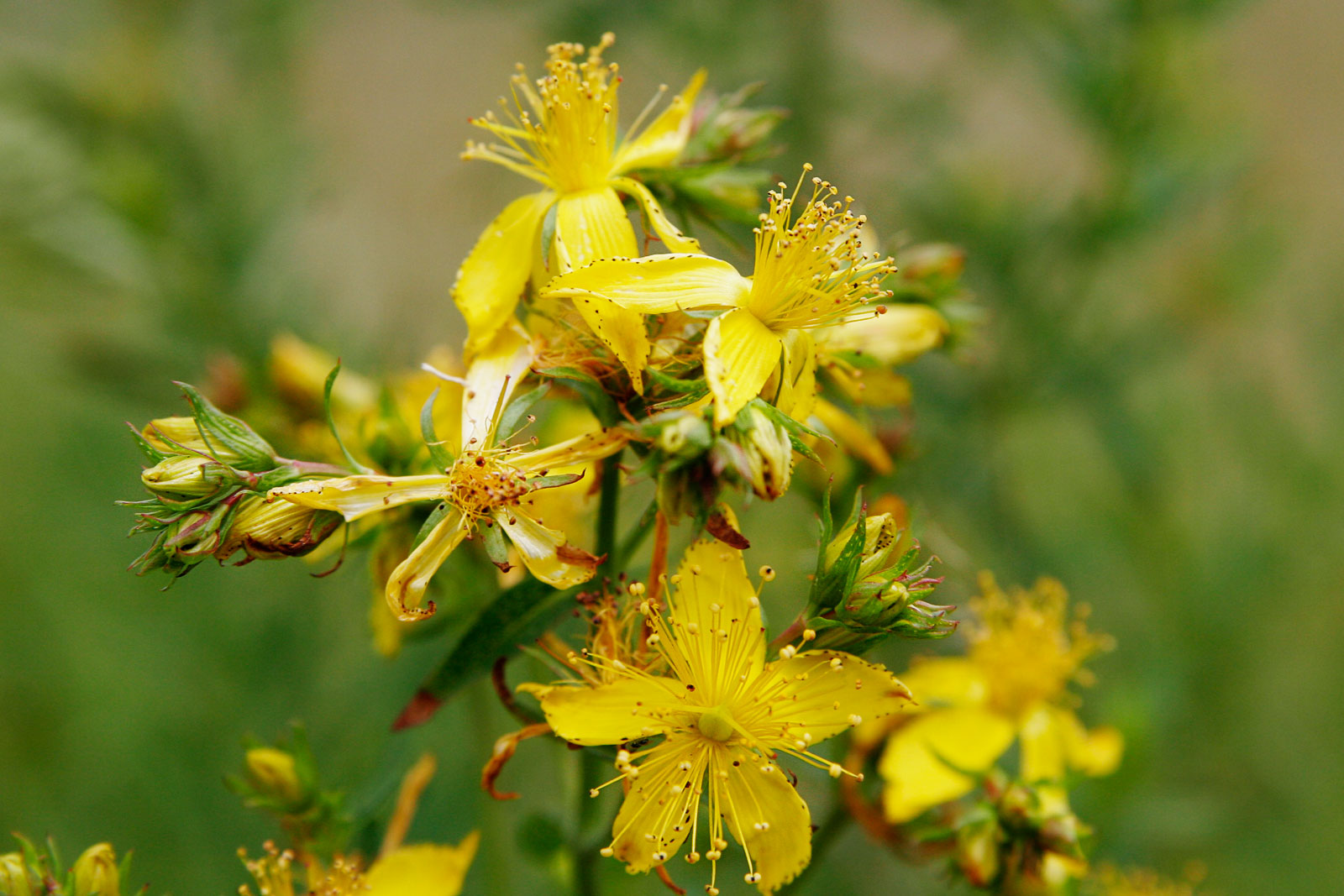
Echtes Johanniskraut

Standardisierte Extrakte aus dem Echten Johanniskraut (Hypericum perforatum) werden als pflanzliche Arzneimittel (Phytopharmaka) bei leichten bis mittelschweren Depressionen eingesetzt. Sie sind apothekenpflichtig, Präparate zur Behandlung mittelschwerer Depressionen zudem in Deutschland verschreibungspflichtig. Die Arzneimittelkommission der deutschen Ärzteschaft  geht davon aus, dass Johanniskraut eine Wirksamkeit bei leichten bis mittelschweren Depressionen hat. Im Allgemeinen zeigte sich jedoch eine deutliche Abhängigkeit der Effektstärke von der Studienqualität: Je schlechter die Qualität der Studien ist, desto größer stellt sich das Ausmaß der aufgezeigten Effekte dar und umgekehrt. Bei Betrachtung allein derjenigen Studien mit der besten methodischen Qualität zeigt Johanniskraut nur einen sehr geringen Effekt. Dagegen gibt es keine Evidenz, dass Johanniskraut bei schweren Depressionen hilft. Es erwies sich bei schweren Depressionen in keiner Studie als dem Placebo überlegen.

### Psilocybin
2018 gewährte die US-amerikanische Food and Drug Administration (FDA) Psilocybin für die Therapie von behandlungsresistenten Depressionen den Status einer „Durchbruchstherapie“ (Breakthrough Therapy Designation) verliehen. Der Status soll eine beschleunigte Entwicklung eines Arzneimittels zur Behandlung einer schweren Erkrankung ermöglichen, indem die Behörde die Entwicklung bereits in frühen klinischen Stadien intensiv begleitet und die regulatorische Prüfung zeitlich abkürzt. Anfang 2020 vergab die FDA den Status „Durchbruchstherapie“ auch einem Programm zur Behandlung von schweren Depressionen (major depression disorder, MDD) mit Psilocybin; eine Behandlungsresistenz ist hier keine Voraussetzung mehr für den Psilocybin-Einsatz in der Studie.

### Phasenprophylaktika (Stimmungsstabilisatoren) mit antidepressiver Wirkung
Für die Prophylaxe von Depressionen werden andere Arzneimittel verwendet als für die Akuttherapie. Dabei wird zwischen monopolarem Verlauf und bipolarem (Wechsel zwischen manisch und depressiv) Verlauf unterschieden.
- Lithium (in der Regel mit komplexem Wirkungsmechanismus) → Lithiumtherapie
- Valproat: In mehreren Studien konnte keine signifikante antidepressive Wirkung von Valproat festgestellt werden, jedoch eine gute anti-manische Wirkung.[48]
- Carbamazepin: Eine eindeutige antidepressive Wirkung wird von mehreren Studien bestätigt; beste Datenlage hinsichtlich eines antidepressiven Effektes unter allen Antikonvulsiva.[48]
- Lamotrigin: Die vorhandenen Daten sprechen für einen antidepressiven Effekt (bei monopolaren Depressionen) bei diesem Antikonvulsivum, obwohl es nicht viele Studien über eine antidepressive Wirkung von Lamotrigin bei monopolaren Depressionen gibt.[48] Kein Zweifel besteht jedoch an seiner antidepressiven Wirksamkeit im Rahmen einer bipolaren Störung – in Deutschland ist es als Präventionsmittel gegen depressive Episoden bei bipolaren Störungen zugelassen.[49]

## Nebenwirkungen
Während der Behandlung können verschiedene unerwünschte Wirkungen auftreten. Diese hängen aufgrund der großen Unterschiede zwischen den Antidepressiva von der jeweiligen Substanz ab.
Beim Absetzen von einigen Antidepressiva können unter Umständen sowohl Reboundphänomene als auch Absetzerscheinungen auftreten. Die Entzugserscheinungen beim Absetzen werden sehr oft unterschätzt, wie sich in diversen Übersichtsarbeiten zwischen 2011 und 2018 herausstellte. Falls ein Einsatz von Antidepressiva nach einer genauen Analyse der Ursachen erforderlich ist, sollten diese daher nur temporär und optimalerweise in Kombination mit einer Psychotherapie zum Einsatz kommen. Bei der nach Ansicht mancher Betroffenengruppen notwendigen Dosisreduktion in sehr kleinen Schritten kann sich das Absetzen dabei über mehrere Jahre hinziehen.
Hinsichtlich der Anwendung von SSRI und SSNRI bei Kindern und Jugendlichen mit depressiven Störungen liegen aus Studien Hinweise für eine unter dieser Therapie erhöhte Suizidalität vor. Insbesondere das Risiko für suizidale Gedanken und feindselige, gegen die eigene Person oder andere gerichtete Handlungen scheint erhöht zu sein, während vollendete Suizide nicht berichtet wurden. Bei Erwachsenen konnte eine erhöhte Suizidalität unter SSRI nicht nachgewiesen werden. Die Befunde werden in der Psychiatrie kontrovers diskutiert. Die depressive Erkrankung selbst ist der wichtigste Risikofaktor für Suizidalität. Um diesen Hauptrisikofaktor in Hinblick auf die Kausalität herauszurechnen, wird in der Meta-Forschung oft der ATT (average treatment effect on the treated) verwendet.
Die Einnahme in der Schwangerschaft kann laut mehreren Studien das Risiko für eine Störung aus dem Spektrum des Autismus beim Kind erhöhen. Dies gilt sowohl für die oft verschriebenen SSRIs als auch für ältere trizyklische Antidepressiva. Zudem treten laut einer neuen Studie unter Antidepressiva in der späten Schwangerschaft häufiger postpartale Blutungen auf.
Die Einnahme von Antidepressiva erhöht das Risiko, an Demenz zu erkranken. Die gemittelte Risikoerhöhung liegt bei 75 %, für trizyklische Antidepressiva bei 113 % und bei Monoaminoxidasehemmern bei 179 %.
SSRIs und SNRIs können PSSD, eine nach Absetzen der Antidepressiva manchmal dauerhafte sexuelle Funktionsstörung, auslösen.
Bei einigen Antidepressiva (etwa Doxepin, Amitriptylin und Maprotilin) kann es durch eine  Verlängerung der QTc-Zeit zu Herzrhythmusstörungen kommen.
Schlafstörungen sind bei SSRI häufige unerwünschte Wirkungen. Aber auch bei allen anderen Antidepressiva kommen sie vor. Auf der anderen Seite kann beispielsweise Doxepin als schlaffördernde Substanz eingesetzt werden.

## Pharmakoökonomie
Zur Behandlung depressiver Störungen wurden in Deutschland im Jahr 2002 etwa 4 Milliarden Euro ausgegeben (direkte Krankheitskosten). Der Anteil der Kosten für Medikamente an den gesamten direkten Kosten ist international vergleichbar und beträgt etwa 4–11 %.

## Kritik
Die klassische Theorie, die Monoaminmangel-Hypothese, postuliert, dass ein Mangel an Neurotransmittern wie Serotonin und Noradrenalin im Gehirn die Ursache für Depressionen ist und bildete die Grundlage für die Entwicklung vieler Antidepressiva. Jedoch wird die Wirksamkeit dieser Medikamente zunehmend infrage gestellt. Forschungsergebnisse, insbesondere die von Irving Kirsch und Kollegen, legen nahe, dass der therapeutische Nutzen von Antidepressiva im Vergleich zu Placebos gering ist.
Kirschs Metaanalysen zeigen, dass etwa 40 % der klinischen Studien keine signifikante Wirksamkeit im Vergleich zu Placebos aufweisen. Die Studien, die einen Nutzen zeigen, deuten auf eine Verbesserung von lediglich 1,8 Punkten auf der Hamilton-Depressionsskala hin, was klinisch oft nicht relevant ist. Ein wesentlicher Teil des wahrgenommenen Effekts von Antidepressiva kann auf den sogenannten aktiven Placebo-Effekt zurückgeführt werden. Dieser Effekt tritt auf, weil Patienten aufgrund der Nebenwirkungen der Medikamente (z. B. Mundtrockenheit, Übelkeit) erkennen, dass sie das aktive Medikament und nicht das Placebo erhalten, was den Placebo-Effekt verstärkt.
Klinische Richtlinien und Fachgesellschaften wie die Deutsche Gesellschaft für Soziale Psychiatrie (DGSP) empfehlen daher, bei leichten bis mittelschweren Depressionen primär nicht-medikamentöse Behandlungen wie Psychotherapie, Sport und Bewegungstherapie, Kunst- und Musiktherapie sowie psychosoziale Unterstützung anzuwenden. Antidepressiva sollten vorwiegend bei schweren depressiven Episoden eingesetzt werden.
Eine systematische Überprüfung und Netzwerk-Metaanalyse, die 21 Antidepressiva für die akute Behandlung von Erwachsenen mit Major Depression verglich, bestätigte, dass die Wirksamkeit dieser Medikamente zwar statistisch signifikant ist, es jedoch teils große Unterschiede zwischen den einzelnen Wirkstoffen gab.